# Kosten-Wirksamkeits-Analyse

Diagramm der KWA

Die Kosten-Wirksamkeits-Analyse (KWA) (englisch cost-effectiveness-analysis, „Kosteneffektivitäts-Analyse“) ist in der Betriebswirtschaftslehre und im Projektmanagement ein Instrument zur Bewertung von Wirtschaftlichkeit von Projekten, deren Kosten zwar über Marktpreise ermittelt werden können, deren Nutzen jedoch nicht monetär gemessen werden kann (z. B. Menschenleben) oder deren monetäre Messung in der Gesellschaft umstritten ist.

## Verwendung und Abgrenzung
Die Kosten-Wirksamkeits-Analyse ist zu unterscheiden von der Kosten-Nutzen-Analyse (engl. cost-benefit-analysis), die vor allem für die Bewertung von Projekten der öffentlichen Hand eingesetzt wird. Während bei der KWA nur die Kostenkriterien monetär bewertet werden, werden bei der Kosten-Nutzen-Analyse auch die übrigen Kriterien in monetären Größen ausgedrückt. Auf der Inputseite/Kostenseite entspricht das Verfahren der Kosten-Nutzen-Analyse mit dem Ansatz von Opportunitätskosten. Der Nutzen (Wirkung) geht dagegen anders als bei der KNA in nicht-monetären Einheiten in die Analyse ein. Vielmehr wird der Nutzen in physischen Größen dargestellt, die die Erreichung operationalisierbarer Subziele anzeigen. Die Wirkungen werden wie in einer Nutzwertanalyse nach einem gewichteten Punktesystem bewertet. Die KWA eignet sich besonders für jene Bewertungs- und Entscheidungssituationen, bei denen die Kosten eine wichtige Rolle spielen und deshalb getrennt ausgewiesen werden sollen.

## Verfahren
Die KWA betrachtet zunächst die Kostenkriterien getrennt von den übrigen Kriterien, auch die Gewichtung entfällt hierbei. Die Zielerträge der übrigen Kriterien werden jedoch, wie bei der Nutzwertanalyse, bewertet und zur Wirksamkeit zusammengefasst. Auch werden die Wirksamkeits- und Kostenzahlen nicht addiert, sondern zueinander ins Verhältnis gesetzt. Als Ergebnis erhält man eine Kosten-Wirksamkeits-Kennziffer, die ausdrückt, mit welchen Kosten ein Punkt auf der Wirksamkeitsskala verbunden ist. Die Kennziffern ermöglichen eine eindeutige Rangfolge der Problemlösungen. Als Entscheidungsregel gilt, dass jene Lösungsalternative zu bevorzugen ist, welche den kleinsten Kosten-Wirksamkeits-Quotienten aufweist. Die Ergebnisse können dann graphisch dargestellt werden. Eine hohe Wirksamkeit bei geringen Kosten fällt dabei in den positiven Bereich und umgekehrt. 
| Vorteile | Nachteile |
| --- | --- |
| - Vermeidung des umstrittenen utilitaristischen Nutzenbegriffs (insbesondere bei Bewertung von unveräußerlichen Rechten) - Zwang, Ziele klar zu definieren - Hohe Transparenz und Nachvollziehbarkeit - Entscheidungshilfe für monetär schwer bewertbare Probleme | - nur selten vollständiger Kriterienkatalog - Ergebnis mitunter abhängig vom Personenkreis - manipulierbares Ergebnis durch Variation der Zielkriterien und Bewertung - Entscheidungsträger muss intuitive Annahmen oder Werturteile vornehmen. |

Mit der KWA können auch Projekte, die z. B. den Schutz und Erhalt von Menschenleben oder andere Gegenstände unveräußerlicher Rechte zum Inhalt haben, ebenfalls auf einer rationalen Ebene beurteilt und entschieden werden. Diese Methode ist somit vorteilhaft, wenn monetäre Bewertungen der Umwelt von der Gesellschaft abgelehnt werden oder große methodische Schwierigkeiten bereiten. Die KWA dient hier als Entscheidungshilfe für politische Entscheidungsträger, indem sie die Grundlage zur Alternativenbeurteilung liefert.

## Vorgehen
Die Aufgabe der KWA besteht darin, eine Maßnahme auszuwählen; um zu helfen. Dazu müssen zunächst Ziele und deren Maßeinheiten formuliert werden. Die Alternativen sind Mittel, mit deren Hilfe Ziele erreicht werden können. Die Kosten werden in Form von Opportunitätskosten ermittelt, da durch die Wahl einer speziellen Alternative bestimmte Ressourcen nicht mehr für andere Zwecke zur Verfügung stehen.
Im Mittelpunkt der KWA steht das Modell. Die Mittel der Darstellung können von mathematischen Gleichungen bis zu einer verbalen Beschreibung der Lage reichen. Die Aufgabe des Modells besteht darin, sowohl die Kosten, die jede Alternative verursacht, als auch den Umfang, bis zu dem jede Alternative zur Erreichung der Ziele beiträgt, vorauszusagen. Mit Hilfe eines Kriteriums werden Alternativen eingestuft, um die wünschenswerteste Wahl treffen zu können. Es liefert den Maßstab, mit dessen Hilfe die Kosten gegen ihre Wirksamkeit abgewogen werden können. Die Durchführung der KWA erfolgt in acht Schritten:
1. Zielanalyse: Die zu verwirklichenden Ziele müssen vollständig, widerspruchsfrei und operationalisiert werden. Wird die Zielanalyse nicht sorgfältig durchgeführt, resultiert dies in verfälschten Ergebnissen.
2. Erfassung von Nebenbedingungen: Die Nebenbedingungen sind Maßgaben, ohne die die Ziele nicht erfüllt werden können.
3. Alternativenbestimmung: Hier werden die Handlungsalternativen entworfen. Sie müssen die Ziele erfüllen können und mit den Nebenbedingungen konsistent sein. 
4. Kostenanalyse: Pagatorische Kosten (zu Marktpreisen bewertete Güter- und Dienstleistungsverbrauch zur Verwirklichung einer Maßnahme) und Opportunitätskosten sind jeder Maßnahme zuzuordnen.
5. Wirksamkeitsanalyse: Die Outputseite muss relevant und messbar sein. Es folgen zwei Teilschritte: 
- Entwicklung geeigneter Wirkungsmaßstäbe für die einzelnen Ziele
- Messung der verschiedenen Teilwirksamkeiten auf einer Wirksamkeitsskala: Kardinalskala (Ausmaß von Wirksamkeitsunterschieden), Ordinalskala (Darlegung von komparativen Unterschieden: höher-gleich-geringer) oder Nominalskala (nur Klasseneinteilungen: ja-nein)

6. Zeitliche Homogenisierung: Die zeitlich unterschiedlich anfallenden Kosten und Wirksamkeiten werden durch Diskontierung auf einen gemeinsamen Zeitpunkt bezogen, um sie vergleichbar zu machen. 
7. Berücksichtigung von Risiko und Unsicherheit: Aufgrund unvollkommener Information können Kosten und Wirksamkeiten situationsbedingt unterschiedliche Resultate aufweisen. Es gilt daher zu unterscheiden: 
- Entscheidung bei objektiven Risiko: statistische Wahrscheinlichkeiten können zugeordnet werden (z. B. eine Drei beim Würfeln)
- Entscheidung bei subjektiven Risiko: lediglich eine Zuordnung von subjektiven Wahrscheinlichkeiten ist möglich (z. B. Hochwasserereignisse)
- Entscheidung bei Unsicherheit: weder objektive noch subjektive Wahrscheinlichkeiten können zugeordnet werden. Oft wird in diesem Fall eine Sensitivitätsanalyse durchgeführt.

8. Abgabe von Projektempfehlungen: Am Ende der KWA wird eine Kosten-Wirksamkeits-Matrix erstellt, welche die diskontierten und auf Risiko und Unsicherheit abgestimmten Werte berücksichtigt.